# El secreto de Romelia
Pour plus de détails, voir Fiche technique et Distribution.
El secreto de Romelia est un film mexicain de 1988 du réalisateur Bosi Cortès. Le scénario est tiré du conte El viudo Román de Rosario Castellanos.

## Synopsis
Le film raconte l'histoire de trois générations de femmes et leurs idées sur la virginité. 
Dolores, une femme divorcée et indépendante, voyage à Tlaxcala avec sa mère   Doña Romelia et ses trois filles, María, Aurelia et Romi,  à recevoir l'héritage de son père, récemment décédé. En travers de la correspondance et les papiers personnels de sa famille,  Dolores  tente d'éclaircir  le mystère derrière son origine.  Doña Romélie, de son côté,  est forcé de se rappeler l'histoire d'amour tragique et bizarre de sa jeunesse. Enfin, après quarante ans de silence, le  secret  de Romelia est révélé.

## Fiche technique
- Réalisation : Busi Cortés
- Musique originale : José Amozurrutia
- Photographie : Francisco Bojorquez
- Montage : Federico Landeros
- Sociétés de Production : Instituto Mexicano de Cinematografía (IMCINE)
- Durée : 100 minutes
- Pays :  Mexique
- Langue de tournage : espagnol
- Format : couleur
- Date de sortie :
  - Mexique : 4 décembre 1988

## Distribution
- Alejandro Parodi : Rafael Orantes
- Diana Bracho : Dolores de Roman
- Pedro Armendáriz, Jr. : dr. Carlos Román
- Dolores Beristáin : Romelia Orantes
- Arcelia Ramírez : la jeune Romelia
- Lumi Cavazos : Blanca

## Distinctions
- 1989 : Ariel d'Argent du Meilleur Second Rôle pour Dolores Beristáin
- 1990 : Prix ACE de la Meilleure Actrice  pour Dolores Beristáin.